# Гулящі люди (фільм)
«Гулящі люди» (рос. «Гулящие люди») — радянський художній фільм 1988 року, режисера Іллі Гуріна за однойменним романом Олексія Чапигіна. Має дві частини: «З вогню та в полум'я» і «Бунташний час».

## Сюжет
Дія відбувається у XVII столітті, в епоху царя  Олексія Михайловича і патріарха  Никона. Стрілецький син Семен, познайомившись з монахом Таїсієм, стає бунтівником. Він бере участь в Мідному бунті та  повстанні Степана Разіна.

## У ролях
- Андрій Пономарьов —  Семен
- Олександр Філіппенко —  Таїсій
- Олександр Парра —  Патріарх Никон
- Андрій Мартинов —  Зюзін
- Олена Дробишева —  Улька
- Ірина Цивіна —  Малка
- Алла Миронова —  Домка
- Іван Лапиков —  Бутурлін
- Степан Старчиков —  Бутурлін-син
- Олександр Казаков —  Степан Разін
- Валентина Федотова —  Секлетея Петрівна
- Борис Невзоров —  Лазар Палич
- Аршак Оганян —  Конон
- Зінаїда Наришкіна —  стара-приживалка
- Павло Іванов —  епізод
- Галина Чурилін —  епізод
- Ігор Косухін —  епізод
- Валерій Долженков —  епізод
- Вадим Вільський — епізод

## Знімальна група
- Режисер: Ілля Гурін
- Автори сценарію:  Віктор Потейкін, Ілля Гурін
- Оператор:  Євген Давидов
- Композитор: Юрій Буцко
- Художник:  Олександр Попов